# HD36843
HD36843 — хімічно пекулярна зоря спектрального класу A4, що має видиму зоряну величину в смузі V приблизно  6,8.
Вона  розташована на відстані близько 580,3 світлових років від Сонця.